# Amipsziasz
Amipsziasz (i. e. 5. század – i. e. 4. század) görög komédiaköltő
Arisztophanész kortársa volt, s a komédiaversenyeken két ízben aratott győzelmet felette, i. e. 423-ban és i. e. 414-ben. Arisztophanész közönséges viccgyártónak nevezte. Hat darabjából maradt fenn néhány apróbb, néhány soros töredék.